# زیست‌بوم دانش
ایده زیست‌بوم دانش، رویکردی برای مدیریت دانش است که ادعا می‌کند فرگشت پویای تعاملات دانشی میان نهادها را تقویت می‌کند تا تصمیم‌گیری و نوآوری را از طریق شبکه‌های فرگشتی بهبودیافته همکاری بهتر کند.
برخلاف کوشش‌های تنها دستوری مدیریتی که تلاش در مدیریت یا هدایت نتایج دارند، زیست‌بوم‌های دیجیتال دانش باور دارند که راهبردهای دانش باید بیشتر بر توانمندساختن خودسازمان‌دهی در پاسخ به محیط‌های درحال تغییر تمرکز کنند. تناسب میان دانش و مسائل پیش‌رو، میزان «تناسب» یک زیست‌بوم دانش را تعریف می‌کند. مقالاتی که در مورد چنین رویکردهای بوم‌شناختی بحث می‌کنند، معمولاً عناصری از نظریه سامانه‌های پیچیده تطبیقی را دربرمی‌گیرند. ملاحظات اجرایی شناخته‌شده در مورد زیست‌بوم دانش شامل دولت کانادا می‌شود.

## عناصر کلیدی
برای درک بوم‌شناسی دانش به‌عنوان یک عملیات مولد، تمرکز بر زیست‌بوم دانش که در هسته آن قرار دارد، مفید است. این زیست‌بوم‌های دانش، مانند زیست‌بوم‌های طبیعی، دارای ورودی‌ها، ورودی‌ها و خروجی‌هایی هستند که در رابطه تبادل آزاد با محیط‌های خود عمل می‌کنند. لایه‌ها و سطوح چندگانه سامانه‌ها ممکن است برای تشکیل یک زیست‌بوم کامل ادغام شوند. این سامانه‌ها شامل منابع دانش به هم پیوسته، پایگاه‌های داده، متخصصان انسانی و عوامل دانش مصنوعی هستند که در مجموع دانش آنلاین را برای انجام وظایف سازمانی در هر مکان و هر زمان فراهم می‌کنند. در دسترس بودن دانش در هر مکان و هر زمان، مرز بین یادگیری و عملکرد کاری را محو می‌کند. هر دو می‌توانند به طور همزمان و گاهی به جای یکدیگر رخ دهند.

## هسته فناوری‌ها
زیست‌بوم‌های دانش بر اساس دو گونه هسته فناوری عمل می‌کنند - یکی شامل محتوا یا دانش اساسی صنعت و دیگری شامل سخت‌افزار و نرم‌افزار رایانه - ارتباطات از راه دور، که به‌عنوان "فناوری رویه‌ای" برای انجام عملیات عمل می‌کنند. این فناوری‌ها قابلیت‌های مدیریت دانشی را ارائه می‌دهند که بسیار فراتر از توانمندی‌های فردی انسان است. در یک زمینه آموزشی شرکتی، یک فناوری اساسی، دانش مربوط به کارکردهای مختلف تجاری، وظایف، محصولات فرآیند تحقیق و توسعه، بازارها، امور مالی و روابط خواهد بود. تحقیق، کدگذاری، مستندسازی، انتشار و اشتراک‌گذاری منابع الکترونیکی، این دانش زمینه‌ای را ایجاد می‌کند. ارتباطات رایانه به رایانه و انسان به انسان، زیست‌بوم‌های دانش را توانا می‌سازد تا در یک جامعه بزرگتر و زیرسامانه‌های آن، تعاملی و پاسخگو باشند.